# Akademia Sztuk w Belgradzie
Akademia Sztuk w Belgradzie (serb. Универзитет уметности у Београду, serb. zromanizowany: Univerzitet umetnosti u Beogradu) – publiczna uczelnia w Belgradzie powstała w 10 czerwca 1957 roku z połączenia czterech akademii. W 1973 uzyskał status uniwersytetu. Jest najważniejszą uczelnią artystyczną Serbii.
Akademia jest w pełni autonomiczna, cztery wydziały mają uprawnienia do nadawania stopni naukowych:
- Wydział Muzyki
- Wydział Sztuk Pięknych (Akademia Sztuk Pięknych)
- Wydział Sztuk Dramatycznych
- Wydział Sztuk Stosowanych[3].

Same wydziały mają dłuższą tradycję jeszcze jako niezależne uczelnie. Belgradzka Akademia Muzyczna i Akademia Sztuki zostały założone w 1937 roku. Akademia Sztuk Stosowanych oraz Akademia Sztuk Teatralnych zostały założone w 1948 roku.